# Max Payne (computerspel)
Max Payne is een third-person shooter ontwikkeld door Remedy Entertainment en uitgegeven door 3D Realms in Europa en door Gathering of Developers in Noord-Amerika. Het is het eerste spel in de Max Payne-serie. In 2008 kwam er een gelijknamige verfilming van het spel uit.
Max Payne staat vooral bekend om bullettime. Met een druk op de knop wordt het spel in slow motion gebracht (de tijd vertraagt) waardoor de speler meer tijd heeft om op criminelen te schieten. Ook de zogeheten shootdodges (het opzij, naar achter en naar voor springen) kunnen Max hierbij helpen. Deze bewegingen zorgen er ook voor dat Max kogels kan ontwijken.

## Het verhaal (deel 1)
Max Payne is een jonge politieagent werkende bij de New York City Police Department (NYPD). Hij kwam drie jaar geleden op een nacht thuis om zijn gezin vermoord te vinden door een bende junkies, high van een toen nog onbekende synthetische drug. Nu is dezelfde drug, Valkyr (V), als een nachtmerrie verspreid over heel New York en Payne is op een zoektocht naar wraak.
De drug raakte de stad als een nare droom, de stad veranderend naar een hel op aarde. Er liggen meer lijken in de straat dan er demonen zijn in de hel en hordes Valkyr-head junkies zijn op zinloze moordtochten, met in hun ogen een boos groen vuur brandend. Voor de Drug Enforcement Administration (DEA) was deze nieuwe drug de duivel in eigen persoon, die absoluut gestopt moest worden. Ze moesten een undercoveragent laten infiltreren in de New Yorkse maffiafamilie, die schijnbaar de machine achter de drug is.
Payne, nu een DEA special agent bij de DEA, is een man die niets te verliezen heeft, hij is de man voor deze klus. Hij gaat undercover tussen de smerigste gangstermoordenaars die deze stad de verkeerde kant hebben op laten gaan. De baas van Payne en zijn beste vriend zijn de enige die de ware identiteit van Payne kennen. Er gebeurt een moord op zijn vriend en Payne wordt onterecht als de verantwoordelijke gezien.
De politie denkt dat Payne een moordenaar is, waardoor alle gangsters te weten komen dat hij een agent is. Hij zweert dat hij de moordenaars van zijn vriend en familie zal vinden en wraak nemen. Payne probeert de bron van Valkyr te vinden.

## Ontvangst
| GameRankings                                                     | Metacritic                                   |
| ---------------------------------------------------------------- | -------------------------------------------- |
| (pc) 89,26% (Xbox) 85,95% (PS2) 79,81% (GBA) 79,68% (iOS) 80,00% | (pc) 89 (Xbox) 89 (PS2) 80 (GBA) 78 (iOS) 75 |

## Sequel en verfilming
Een sequel getiteld Max Payne 2: The Fall of Max Payne werd in 2003 uitgebracht voor Microsoft Windows en op zijn beurt in 2012 gevolgd door Max Payne 3. In 2008 kwam de film Max Payne uit. De film met onder meer Mark Wahlberg en Mila Kunis is gebaseerd op het eerste spel uit de Max Payne-reeks.

## Remake
In april 2022 kondigde Remedy aan te werken aan remakes van Max Payne deel een en twee. De twee games moeten in een pakket uitkomen.

## Trivia
- Het spel is opgenomen in het boek 1001 Video Games You Must Play Before You Die van Tony Mott.